# 炊飯器少女コメコ
『炊飯器少女コメコ』（すいはんきしょうじょコメコ）は、うずによる日本の4コマ漫画作品。未完。『まんがタイムジャンボ』（芳文社）2011年6・7月号にゲスト掲載された後、同年8月号より正式に連載開始して2013年6月号まで継続。『まんがホーム』（同社）でも同年11月号より2012年12月号まで並行連載された。一連の『まんがタイム』群の統廃合の影響かどうかは言及されていないが、連載・掲載は中止され、単行本は2巻で停止しているため、事実上の打ち切り作品となっている。
大学生・尊と、彼の母から送られてきた「少女型炊飯器」コメコとの生活をコミカルに描く。

## 登場人物
吉行 尊（よしゆき たける）
本作の主人公。一人暮らしをしている大学生。あまり青春を謳歌しておらず、無駄な物を置くのを嫌がったり、金が掛かることを嫌うなど、人間感情に乏しい冷めた性格の青年。
母親から突如送られてきた少女型炊飯器「コメコ」と暮らすハメになった。炊飯は土鍋派だったが、コメコに2度も壊されてしまう。
ご飯以外のものを食べようとするとコメコから注意される。
紅茶専門の喫茶店でアルバイトをしている。非常に耳が良く、ほぼ無言に等しいマスターの言葉を聞き取れる。
上述のように、感情に乏しい性格であるため、大学に友人はおらず、学校とバイトの往復の日々を過ごす。
本格派の紅茶専門喫茶でバイトをしていることから、営業スマイルは上手く、一部の常連客には受けが良いが、そうでない客には愛想がなさ過ぎると評されている。
最初は粥しか炊けない状態のコメコを邪険に扱っていたが、コメコが不具合を起こして大人しくなり、修理のために母親の元へ戻すことになった際、何か物足りなさを感じるようになる。
修理を経て戻ってきたコメコは母親によって育成機能が削除されたため、感情が無くなり「ワタシは炊飯器デス　用がないなら話しかけないでクダサイ」と、逆にコメコから距離を置かれる発言をされる。
無感情になったコメコは育成機能を必要としないため、米もまともに炊けるが、尊はまともな味に炊けている米を何故か「美味しい」と感じることが出来なかった。
この感情の無くなったコメコは本来ならごく普通の炊飯器を望んでいた尊にとっては有難いはずであったが、無感情のコメコと暮らしていくことに重い空気感を感じたため、母親に頼み、あえて以前同様の感情を有する育成型のコメコに戻してもらう。その後、コメコに対して少しずつ違う感情を抱えるようになっていく。
コメコ
尊の母親によって開発され、送られてきた「少女型炊飯器」。頭部に「お釜」を内蔵しており、鼻を押すと額部分から開くような構造。興奮すると頭から蒸気を出す。一合炊き。『コメコ』の名は尊の命名であり、製品名ではない。弁理士をしている尊の叔父によると、正式名称は「RCG-001k」。しかし、コメコ自身は「コメコ」と言う名前を気に入っており「RCG-001k」と呼ばれることを嫌っている。
尊に「コメコ」と命名されて以降は自らの一人称を「コメコ」と称するが、尊の母親によって育成機能が削除された時は無感情になり、一人称が「コメコ」から「ワタシ」に変わっている。
発明家の母が家電企業に売り込む前にモニタリングを兼ねて息子の尊に送り込んだ。「持ち主と仲良くなるにつれて、ご飯がおいしく炊ける」機能を備えており、最初のうちは粥しか炊けない。人工知能による会話も機械音声のような喋り方で、セリフは「○○デス」「○○イマス」など一部がカタカナ表記になる。
一度、不具合を起こして大人しくなり、普段なら勝手に米を炊こうとするにも拘わらず、「コメコは そんな気分じゃ無いデス」と言って米を炊くことを拒否するようになる。
不具合の理由は明かされていないが、修理に出される前に2度に亘って直射日光に長時間晒されており、これが不具合を起こした原因であると思われる（1度目の時は故障した可能性があるにも拘わらず、これに加えて尊がむりやり米炊きを強行したことも原因の可能性がある）。また、防水機能を有しているかどうかは作中で明かされていないが、海に行った時に海水に浸かったことも不具合の原因となった可能性がある。
海から帰って以降は「コメコも疲れマシタ」と言って米を炊かなくなり、ボーとしていることが多くなる。
尊と共に大学に行った時は尊の授業が終わるまでベンチに座って待機しているが、普段なら米の匂いに釣られて多数の鳩に群がられ、学生たちから「ハト子ちゃん」の愛称で呼ばれるほどとなっていたが、米を炊かなくなってからは鳩が群がることも無くなったため、学生たちから心配されるようになった。
その後、修理のために尊の母親の元に戻されたが、育成機能が削除されて無感情になる。尊に対しても「ワタシは炊飯器デス　用がないなら話しかけないでクダサイ」と自ら尊を突き放す発言をするような態度に変わってしまうが、米は普通に炊けるように改善された。
米は普通に炊けるようになったものの、この無感情になったコメコと暮らしていくことに重い空気感を背負わなければならないと感じ取った尊は母親に連絡し、あえて以前の育成機能を再搭載するように要請し、再び感情を持つ育成型のコメコに戻るが、それに伴って米を炊く技術は若干劣化した。
家電製品（機械）であるため、パソコンを遣いこなせるようである。
尊と暮らし、さらにその周囲人物たちと接する事で、次第に美味しいご飯を炊けるようになる。それに伴い、学習機能により感情めいたものが育ち始め、「レンアイ（恋愛）」についても興味を持ち始め「･･････コメコもするのデショウか」と考えるようになる。
マスター以外に懐かないマフィン（犬）が唯一、初対面の時から懐いている（米の匂いがするため）。
伊藤歩香（いとう　あゆか）
尊の幼馴染みで、尊に恋している。そのためかコメコに敵視され、妙なライバル関係にある。
米原百合（よねはら　ゆり）
尊の同級生で米作農家の娘。ご飯大好きっ娘でコメコとも仲が良いが、コメコの正体が炊飯器である事実は知らない。
尊と同じ大学の学生で、学部・学科も同じ。
実家は裕福な農家らしい。実家の農業を継ぐ意志は無いが、米に関する想いは人一倍強く、米のプロ（本人曰く「お米のマイスター」）になるのが夢。
尊のことは「吉行」と名字で呼ぶか「あんた」と呼んでいる。
尊に対しては全く興味や関心は無いが、コメコに対しては高い関心を示している。
米に対する拘りは凄まじく「米をおかずにして米を食べるべき」と主張するほど。
自分でも自ら畑を借り入れて作物を育てている。
尊が氏名を覚えてくれず「よねちゃん」と呼ばれるようになるが、本人はこの呼ばれ方を快く想っていない。ただし、コメコが「ヨネ」と呼ぶ分には全く嫌がらない。
名前の「百合」は、親が「米を100合食べられるように」との想いで名付けたらしい。
マスター
尊のバイト先『紅茶専門店フレイバー』の経営者。基本的に台詞は「…」だが、尊には聞き取れる。
大抵のことには動じないが、開頭したコメコを見て驚いた。しかし、尊がコメコのことを妹であると誤魔化すために「炊飯器が妹」と紹介すると納得した。
本当は女の子を雇用したかったらしく、ウエイトレスの制服も予め用意しており、尊と同額の時給を出すからコメコを採用したいと尊に申し出てコメコを雇用する。
尊の叔父
尊の母親の弟で、特許などの取り扱いを行なう弁理士をしている。以前は遠方に住んでいたようだが、世話になったじいさん（同業職の親族か他人かは不明）が弁理士を引退するため、事務所を引き継ぐために尊の住居付近に越してくる。彼によると、コメコの正式名称（型番）は「RCG-001k」とのこと。
尊の母親
「コメコ」を発明し、尊の元に送り込んだ張本人。発明家をしており、かなりの工学技術者のようである。ノリの良い人物のようであり、メールの返信に顔文字を入れたり、ギャル文字を遣ったりする。
工学技術者であるため、機械の扱いには強く、メールの返信が異常に早い。そのメールの文章を16進数の暗号で送ってきたりするなど、変わった性格をしているようである。
子供に対する母親としての愛情は普通に持ち合わせており、モニタリングのためとはいえ、尊に炊飯器（コメコ）を送ったり、そのために必要な米も定期的に送るなどしている。
主に手紙の文面やメールの返信・着信といった間接的な形での登場であり、本人が作中に直接登場したことは無い。

## 書誌情報
- うず『炊飯器少女コメコ』 芳文社〈まんがタイムコミックス〉、既刊2巻、2020年5月時点で続刊の予定なし
  1. 2012年5月22日第1刷発行（2012年5月7日発売[1]）、ISBN 978-4-8322-5078-9
  2. 2012年9月21日第1刷発行（2012年9月6日発売[1]）、ISBN 978-4-8322-5112-0